# 日本大正琴協会
特定非営利活動法人 日本大正琴協会（にほんたいしょうごときょうかい）は、東京都大田区に本部を置く特定非営利活動法人。

## 特徴
日本全国はもとより全世界の人々に対して、大正琴を基本とした大正琴音楽の普及に関する事業を行い、音楽芸術の発展と振興に寄与することを目的とする。名古屋市中区に本部を置く公益社団法人大正琴協会とは別の団体である。

## 沿革
- 1976年 結成
- 1993年 組織規定確立
- 2000年8月9日 特定非営利活動法人として法人設立認証

## 事務所
〒146-0092
大田区下丸子一丁目12番20号301

## 所属団体
- 絃靖会 (千葉県)
- 絃容会 (東京都)
- 所沢琴友会 (埼玉県)
- 横浜琴春会 (神奈川県)
- 織勝会 (東京都)
- 華の会 (茨城県)
- しらゆき会 (北海道)
- 新大正琴絃の会 (埼玉県)
- 琴睦会 (茨城県)
- 琴瞳流・琴鶴会 (山口県)
- 秋和流織音会 (秋田県)
- 大正琴緑会 (埼玉県)
- 岡山大正琴アンサンブル (岡山県)